# Robert Brindle
Robert Brindle (Liverpool, 4 de noviembre de 1837-27 de junio de 1916) fue un sacerdote y prelado católico inglés.

## Biografía
Nació en Liverpool. Siguió la carrera eclesiástica católica, en un ambiente más relacionado con la recusación, que, con el catolicismo irlandés, como era habitual en la Inglaterra de su época.
Se ordenó sacerdote el 27 de diciembre de 1862 en el Colegio Inglés de Lisboa, siendo destinado a la diócesis de Plymouth. Poco después ingresó en el ejército inglés como uno de los primeros capellanes militares católicos. Fue asignado al Royal Irish Regiment. Participó en la Expedición del Nilo (1884-1885), teniendo una participación destacada.
En 1899 abandonó su empleo de capellán castrense. En el mismo año había sido nombrado obispo de Hermopolis Maior, para servir de obispo auxiliar de Westminster. La archidiócesis de Westminster incluye la ciudad de Londres.
Dos años después, en 1901, fue nombrado obispo de Nottingham. Renunció a esta prelatura el 1 de junio de 1915.
Durante su período como obispo de Nottingham fue elegido para formar en el catolicismo y recibir su conversión a este de la joven princesa Victoria Eugenia de Battenberg, comprometida con Alfonso XIII de España.
Murió en 1916 en el Mount St Mary's College, cerca de Sheffield en el Reino Unido.

## Órdenes

### Reino Unido
- Orden del Servicio Distinguido.[4]
- Medalla de Egipto (Egypt Medal), con las barras de Suakin (1884), El-Teb y Nilo (1884-85).
- Medalla de Sudán de la Reina (Queen's Sudan Medal)

### Extranjeras
- Caballero gran cruz de la Orden de Isabel la Católica. (5 de marzo de 1906, Reino de España)[5]
- Cuarta clase de la Orden de Osmaniye. (Imperio otomano)
- Tercera clase de la Orden de Medjidie. (Imperio otomano)
- Estrella del Khedive. (1882)
- Estrella del Sudán del Khedive, con las barras de Hafir, Atbara y Jartum.

### Individuales
1. ↑  Noel, Gerard (1984). «4. A Chill to the Heart». Ena Spain’s English Queen (en inglés).
2. ↑  Luscombe, Stephen. «The Royal Irish Regiment». www.britishempire.co.uk. Consultado el 30 de marzo de 2022.
3. ↑  Gelardi, Julia P. (1 de abril de 2007). Born to Rule: Five Reigning Consorts, Granddaughters of Queen Victoria (en inglés). St. Martin's Publishing Group. ISBN 978-1-4299-0455-1. Consultado el 30 de marzo de 2022.
4. ↑  Snape, Michael Francis (2008). The Royal Army Chaplains' Department, 1796-1953: Clergy Under Fire (en inglés). Boydell Press. p. 159. ISBN 978-1-84383-346-8. Consultado el 30 de marzo de 2022.
5. ↑  «Guía Oficial de España 1915». Guía Oficial de España: 236. 1915.